# Borel (Marseille)
Pour les articles homonymes, voir Borel.
 (mars 2022).
Si vous disposez d'ouvrages ou d'articles de référence ou si vous connaissez des sites web de qualité traitant du thème abordé ici, merci de compléter l'article en donnant les références utiles à sa vérifiabilité et en les liant à la section « Notes et références ».
Borel, ou Les Borels, est un quartier de Marseille, situé dans le 15e arrondissement et faisant partie des quartiers nord. Il est voisin de Saint-Antoine et des Aygalades.
Il englobe le noyau d'habitations éponyme, les secteurs du Vallon des Tuves, de la Mûre, ainsi que la cité de la Savine.

## Toponymie
Etymologiquement, de l’occitan borèl, désignant un coussin garni de bourre, issu du bas latin burra, « laine grossière, bourre ». Le sens a évolué pour désigner le coussin annulaire qu’on mettait sur sa tête pour porter les fardeaux puis le collier rembourré pour les bêtes de trait et enfin le harnais ou une simple pièce de harnachement.
Le quartier tire cependant son nom de la famille Borel qui possédait le domaine de la ferme principale qui domine la voie de chemin de fer.

## Une archéologie du paysage urbain
La présence, aujourd'hui encore, de fermes, de bastides et de cabanons témoigne de l'ancien terroir rural, à vocation agricole.
Le canal de Marseille, la voie ferrée, le viaduc ferroviaire des Aygalades, quelques fours à chaux sont les éléments les plus marquants des modifications du paysage liées au développement des échanges aux entrées de Marseille pendant le XIXe siècle.
Dernier avatar de ce type, le tunnel autoroutier de Saint-Antoine constitue depuis sa mise en service en 1947 l'une des portes du Marseille contemporain, fonction clairement exprimée par la symbolique de son décor de bas-reliefs en béton Marseille et la mer Méditerranée, dus au sculpteur Jean-Marie Baumel en 1950 et représentant au nord un bateau, l'abbaye de Saint-Victor et l'hôtel de ville de Marseille, et au sud une femme symbolisant la Provence, le Palais des papes et les arènes d'Arles.
En grande partie, l'habitat actuel est de type individuel, petites villas avec jardins ou jardins-terrasses, maisonnettes sur cour. Ces constructions datent de l'Entre-deux-guerres, dues à l'arrivée massive de réfugiés Grecs et Arméniens, comme en témoigne l'église orthodoxe Saint Tatéos, et ont été réalisées sur le lotissement des anciens domaines agricoles, dont l'un, celui de la famille Borel, a donné son nom au quartier.
Même si un nombre certain de villas témoigne de la continuité de ce type d'habitat des années 1960 à nos jours, le type marquant, pour le paysage désormais urbain de la deuxième moitié du XXe siècle, est celui des lotissements concertés d'immeubles. Notamment celui de la cité de la Savine, construite dans l'urgence en 1973 pour loger les familles des travailleurs d'Afrique du Nord, et qui a très vite servi de refuge aux Cambodgiens et Vietnamiens, accueillis à Marseille, édifiant un temple remarquable sur ses contreforts.

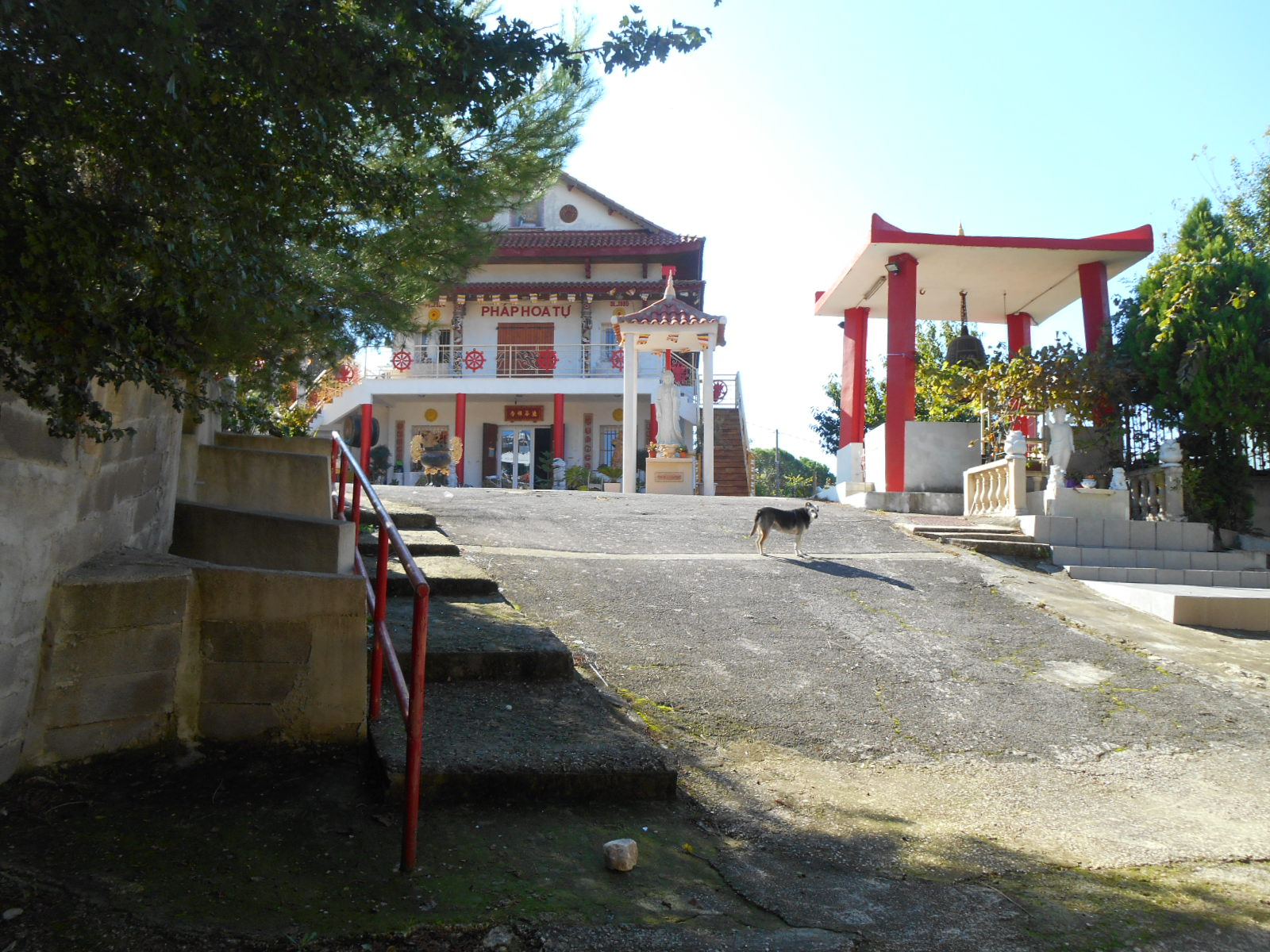
Sur les hauteurs du quartier de la Savine : la pagode Phap Hoa

On l'a vu, le quartier de Borel n'est pas issu d'un de ces fameux noyaux villageois qui maillent la ville actuelle. Aussi est-il significatif de constater que les seuls édifices cultuels inventoriés, l'église arménienne des Saints Tatéos et Parthomios et la pagode bouddhiste Phap Hoa, sont l'expression de deux des vagues migratoires que Marseille connaît depuis son origine.

## Un exemple d'aménagement culturel du territoire
Les éléments recueillis sur le terrain, complétés par le résultat d'une recherche en archives, serviront de matériau à l'élaboration d'une base de données documentaire susceptible d'enrichir la base nationale Mérimée. Ces données seront également reportées sur une Carte du Patrimoine, document cartographique destiné à faciliter la localisation, l'identification et la gestion du patrimoine architectural. 

## Histoire
Lors de la bataille de Marseille, le quartier des Borel constitue l'axe nord-est de la pénétration des tirailleurs algériens du 7e RTA qui a surpris les défenses allemandes le 22 aout 1944 (en témoigne la toponymie ultérieure : les escaliers de la Traverse-des-Algériens et le boulevard du 7eme-RTA). Il est sévèrement pilonné au cours des opérations par les batteries du camp de Foresta qui couvrait le flanc des Allemands verrouillant l'entrée nord de Marseille.